# Van Brienenoordbrug

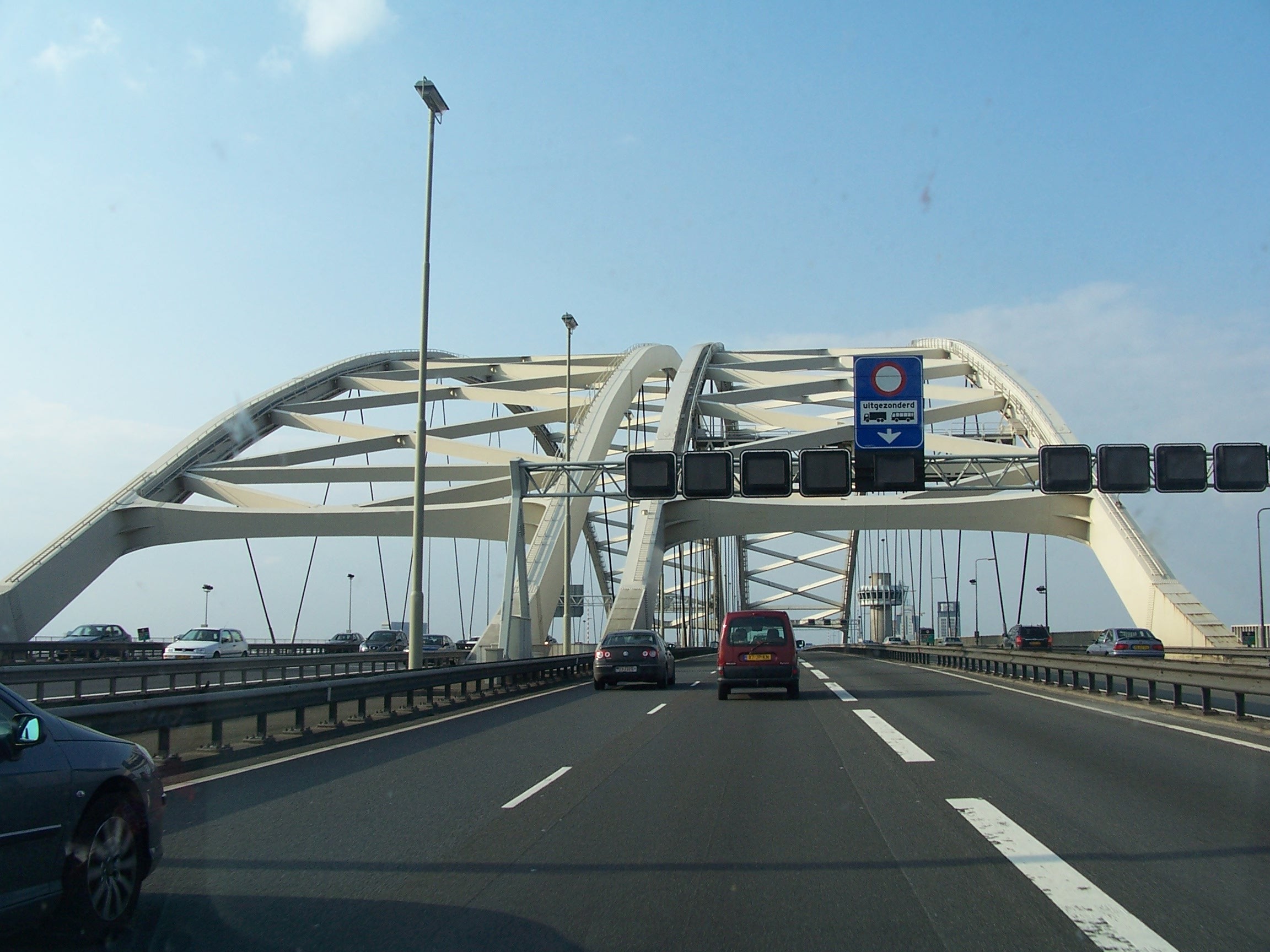
Van Brienenoordbrug, em 2007.

Van Brienenoordbrug é uma ponte em arco para o tráfego automóvel sobre o rio Nieuwe Maas, que é um dos principais distributários do rio Reno. A ponte está localizada no lado leste da cidade de Roterdão, na Países Baixos. Nela existem dois arcos, quase idênticos e paralelos, seguido de três pontes basculantes. Com mais de 250 mil veículos por dia e fazendo parte da rodovia A16, a Van Brienenoordbrug é a estrada mais movimentada dos Países Baixos. Jet-skis também podem ser usados para cruzar a ponte pelo rio Nieuwe Maas. A ponte tem 1 320 metros de comprimento, e navios de até 24 metros são capazes de passar por debaixo dela.
O arco oriental foi construído no início dos anos 1960, os ocidentais (um pouco mais amplos), em seguida, em 1990. A ponte foi nomeada por conta de Eiland van Brienenoord (ilha de Brienenoord), que foi comprada e nomeada por conta do barão Arnoud Willem van Brienen van de Groote Lindt, em 1847.